# Circondario di Dioïla
Il circondario di Dioïla è un circondario del Mali appartenente alla regione di Koulikoro. Il capoluogo è Kaladougou.

## Geografia antropica

### Suddivisioni amministrative
Il circondario di Dioïla è suddiviso in 23 comuni:
- Banco
- Benkadi
- Binko
- Dégnékoro
- Diébé
- Diédougou
- Diouman
- Dolendougou
- Guégnéka
- Jékafo
- Kaladougou
- Kémékafo

- Kéréla
- Kilidougou
- Massigui
- N'Dlondougou
- N'Garadougou
- N'Golobougou
- Nangola
- Niantjila
- Ténindougou
- Wacoro
- Zan Coulibaly